# Магомедов, Омаргаджи Абдулгаджиевич
Омаргаджи Абдулгаджиевич Магомедов (бел. Амаргаджы Абдулгаджыевіч Магамедаў; род. 12 апреля 1990; Махачкала, Дагестанская АССР, РСФСР, СССР) — российский и белорусский борец аварского происхождения вольного стиля. Участник Олимпийских игр 2016.

## Спортивная карьера
Родился в Махачкале. Воспитанник дагестанской школы борьбы. С 2008 года выступает на крупных международных турнирах за Беларусь, однако безуспешно. После провального чемпионата мира 2014 года в Ташкенте, где он стал 32-м, его исключили из сборной, однако в октябре 2015 года главным тренером сборной назначили Александра Ласицу, который вернул борца в команду.Первый успех Магомедову пришёл в апреле 2016 года, когда на европейском квалификационном турнире к Олимпиаде он завоевал лицензию в Рио-де-Жанейро. На самих Олимпийских играх в 1/16 финала со счётом 11:7 победил Аслана Кахидзе, а в 1/8 финала проиграл Джейдену Коксу (1:7).
В феврале 2020 года на чемпионате континента в итальянской столице, в весовой категории до 92 кг Омаргаджи в схватке за бронзовую медаль поборол спортсмена из Армении Марзпета Галстяна и завоевал бронзовую медаль европейского первенства.

## Спортивные результаты
- Кубок мира по вольной борьбе 2010 года — 10;
- Чемпионат мира по борьбе 2011 года — 20;
- Кубок мира по вольной борьбе 2012 года — 4;
- Чемпионат Европы по борьбе 2012 года — 7;
- Кубок мира по вольной борьбе 2013 года — 10;
- Универсиада 2013 года — 13;
- Чемпионат мира по борьбе 2014 года — 32;
- Кубок мира по вольной борьбе 2015 года — 5;
- Олимпийские игры 2016 года — 7;
- Чемпионат Беларуси по вольной борьбе 2018 — ;
- Чемпионат Беларуси по вольной борьбе 2019 — ;
- Чемпионат Беларуси по вольной борьбе 2020 — ;